# باسيل فالديز
باسيل فالديز هو مغني فلبيني، ولد في 8 نوفمبر 1951 في مانيلا في الفلبين.

## وصلات خارجية
- باسيل فالديز على موقع ميوزك برينز (الإنجليزية)